# Sisca Folkertsma
Sisca Folkertsma, RON (Sloten, 1997. május 21. –) Európa-bajnok holland női válogatott labdarúgó, jelenleg a holland Twente csatára.

## Pályafutása

### A válogatottban
2017-ben tagja volt az Európa-bajnok holland keretnek.

## Sikerei, díjai

### Klubcsapatokban
Holland bajnok (2):
- Ajax (1): 2017–18
- Twente (1): 2018–19

 Holland kupagyőztes (1): 
- Ajax (1): 2017–18

### A válogatottban
Hollandia
- Európa-bajnok: 2017
- U19-es Európa-bajnok: 2014
- U19-es Európa-bajnoki bronzérmes: 2016

## Statisztikái
| Szezon                                    | Klub              | Ország            | Bajnokság         | Bajnoki | Bajnoki | Kupa  | Kupa | Nemzetközi | Nemzetközi | Egyéb | Egyéb | Összesen | Összesen |
| Szezon                                    | Klub              | Ország            | Bajnokság         | Mérk.   | Gól     | Mérk. | Gól  | Mérk.      | Gól        | Mérk. | Gól   | Mérk.    | Gól      |
| ----------------------------------------- | ----------------- | ----------------- | ----------------- | ------- | ------- | ----- | ---- | ---------- | ---------- | ----- | ----- | -------- | -------- |
| 2012/13                                   | Heerenveen        | BEL · NED         | BeNe League       | 14      | 1       | –     | –    | 0          | 0          | 1     | 1     | 14       | 1        |
| 2013/14                                   | Heerenveen        | BEL · NED         | BeNe League       | 22      | 7       | –     | –    | 0          | 0          | 0     | 0     | 22       | 7        |
| 2014/15                                   | Heerenveen        | BEL · NED         | BeNe League       | 24      | 6       | –     | 0    | 0          | 0          | 0     | 0     | 24       | 6        |
| 2015/16                                   | PSV Eindhoven     | NED               | Eredivisie        | 21      | 5       | –     | 1    | 0          | 0          | 0     | 0     | 21       | 6        |
| 2016/17                                   | PSV Eindhoven     | NED               | Eredivisie        | 27      | 5       | –     | 0    | 0          | 0          | 0     | 0     | 27       | 5        |
| 2017/18                                   | AFC Ajax          | NED               | Eredivisie        | 13      | 1       | 0     | 0    | 0          | 0          | 0     | 0     | 13       | 1        |
| 2018/19                                   | Twente            | NED               | Eredivisie        | 20      | 3       | 0     | 0    | 0          | 0          | 0     | 0     | 20       | 3        |
| Karrier összesen:                         | Karrier összesen: | Karrier összesen: | Karrier összesen: | 141     | 28      | –     | 1    | 4          | 0          | 0     | 0     | 125      | 26       |
| Utolsó elszámolt mérkőzés 2018. május 30. |                   |                   |                   |         |         |       |      |            |            |       |       |          |          |